# Phoradendron herbert-smithii
Phoradendron herbert-smithii là một loài thực vật có hoa trong họ Santalaceae. Loài này được Trel. miêu tả khoa học đầu tiên năm 1916.